# جوفان نوفاك
جوفان نوفاك (بالصربية: Јован Новак) مواليد 8 نوفمبر 1994 في فرشاتس، صربيا والجبل الأسود، هو لاعب كرة سلة صربي. بدأ مسيرته الاحترافية في سنة 2012. يلعب مع نادي ميغا لكرة السلة كلاعب هجوم خلفي. يحمل الرقم 41. يبلغ طوله 6 قدم 2 بوصة (1.9 م). لعب مع تورو زغورجيلتس ونادي ميغا لكرة السلة.

## روابط خارجية
- جوفان نوفاك على موقع الاتحاد الدولي لكرة السلة (الإنجليزية)
- جوفان نوفاك على موقع الدوري الأوروبي لكرة السلة (الإنجليزية)
- جوفان نوفاك على موقع الدوري الإسباني لكرة السلة (الإسبانية)
- جوفان نوفاك على موقع كرة السلة الأوروبية.كوم (الإنجليزية)
- جوفان نوفاك على موقع ريلجم (الإنجليزية)
- جوفان نوفاك على موقع بروبوليرز (الإنجليزية)
- جوفان نوفاك على موقع سبورتس رفرنس (الإنجليزية)